# الفادانگا اپازیلا
round 1}}
| مختصات = {{coord|23|16.998
الفادانگا اپازیلا (به لاتین: Alfadanga Upazila) یک سکونتگاه مسکونی در بنگلادش است که در ناحیه فریدپور واقع شده‌است.

## خصوصیات
الفادانگا اپازیلا ۱۳۶ کیلومترمربع مساحت و ۹۰٬۸۷۳ نفر جمعیت دارد.